# La alternativa (película)
La alternativa es una película española dirigida por José María Nunes y estrenada en el año 1963.  B/N

## Argumento
El hijo de una figura taurina reconocida consigue ser también un famoso torero. Una vez retirado, vive para mantener el recuerdo de su padre, pero guarda un secreto que todos sus conocidos intentan no delatar.